# Palacio de Sanssouci
El palacio de Sanssouci (en alemán: Schloss Sanssouci, del francés sans souci ‘sin preocupaciones’) es el nombre de un conjunto de edificios y jardines que incluyen el antiguo palacio de verano oficial de Federico II el Grande, rey de Prusia, en Potsdam, cerca de Berlín. Se trata de una de las obras cumbres del estilo rococó, y es también notable por los numerosos templetes y pabellones diseminados por el parque que rodea el conjunto. 
El palacio de Sanssouci combina la arquitectura del siglo XVIII con una arquitectura paisajística. Bajo la dirección de Georg Wenzeslaus von Knobelsdorff, se edificó entre 1745 y 1747 un palacete de una sola planta del estilo de un «maison de plaisance» según las indicaciones del rey. El edificio comprende dos alas laterales que ocupa casi toda la parte superior de la terraza. Las alas del palacio cuentan con filas de árboles en su lado norte y terminan en sendas glorietas enrejadas, decoradas con adornos dorados.
Bajo su cúpula se encuentra el salón de mármol oval en el que pudo celebrarse la legendaria tertulia organizada por el soberano prusiano, deseoso de compartir sus inquietudes musicales y filosóficas con invitados como Voltaire. La decoración interior es, en su mayor parte, originaria desde el siglo XVIII.
Federico II residió en el palacio habitualmente. Sin embargo, después de su muerte en 1786, este se mantuvo vacío y descuidado hasta mediados del siglo XIX.

## Historia

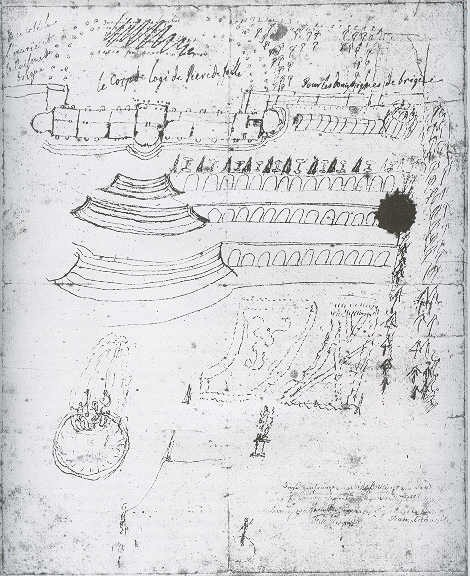
Boceto de Sanssouci por Federico II.

### Federico II el Grande
El palacio fue obra del arquitecto Georg Wenzeslaus von Knobelsdorff, y fue construido entre 1745 y 1747 como residencia privada del rey de Prusia Federico II el Grande, donde pudiera relajarse lejos de la pompa y la ceremonia de la corte de Berlín. Esta circunstancia es patente en el mismo nombre del palacio: sans souci, que es un término francés que puede traducirse como «sin preocupaciones», simbolizando que el palacio era más bien un lugar de descanso que un centro de poder. 
El palacio no sobrepasa las dimensiones de una gran villa de un solo piso, más parecido al palacio de Marly que al palacio de Versalles. Con solo diez habitaciones principales, fue edificado en la cima de un pequeño tozal aterrazado situado en medio del parque.
Federico se había casado con Isabel Cristina de Brunswick-Bevern en 1733, pero se separó de su esposa después de su ascensión al trono en 1740. La reina residió sola en el castillo de Schönhausen de Berlín después de la separación, y Federico prefirió un Sanssouci «sans femmes» (‘sin mujeres’).
Voltaire, huésped habitual en Sanssouci, describió al rey de este modo: «soberano por la mañana, escritor por la tarde, filósofo durante el día y celestial en la mesa redonda por la noche».

### SigloXIX
En 1840, cien años después de la llegada de Federico II al trono, su sobrino Federico Guillermo IV y su esposa se trasladaron a las habitaciones de Sanssouci. La pareja real mantuvo el mobiliario existente y substituyó las piezas faltantes con muebles de la época de Federico. Se planeó la restauración a su estado original de la habitación en la que el rey había muerto, pero este plan no llegó a ejecutarse debido a la falta de documentos y planos auténticos. Sin embargo, la butaca en la que Federico había muerto volvió al palacio en 1843.
Durante el siglo XIX, el palacio se convirtió en una de las residencias de Federico Guillermo IV. Este monarca contrató al arquitecto Friedrich Ludwig Persius para restaurar y ampliar el edificio, y a Ferdinand von Arnim para mejorar la ciudad y de esta forma, las vistas desde el palacio. El rey, dibujante interesado en la arquitectura y el paisajismo, transformó el palacio de retiro de su tío-abuelo en una casa de campo a la moda de su tiempo. Las alas de servicio se ampliaron entre 1840 y 1842; esto fue necesario porque al rey Federico le gustaba vivir modestamente y sin esplendor; sus principales ocupaciones en Sanssouci eran meditar sobre filosofía y tocar música.
Las adiciones posteriores incluyen un altillo con dos alas. La cocina fue trasladada al ala este. La pequeña bodega que tenía Federico II fue ampliada para proporcionar amplias salas, mientras que el piso nuevo superior fue destinado a los dormitorios de servicio. El ala oeste, remodelada, se denominó como «ala de las damas», y ofrecía alojamiento para las damas de honor y los invitados. Las habitaciones estaban decoradas con intrincados paneles decorativos de madera y tapices. Este alojamiento para las señoras era vital: durante el reinado de Federico II no había habitaciones para las mujeres.

### Después de los Hohenzollern

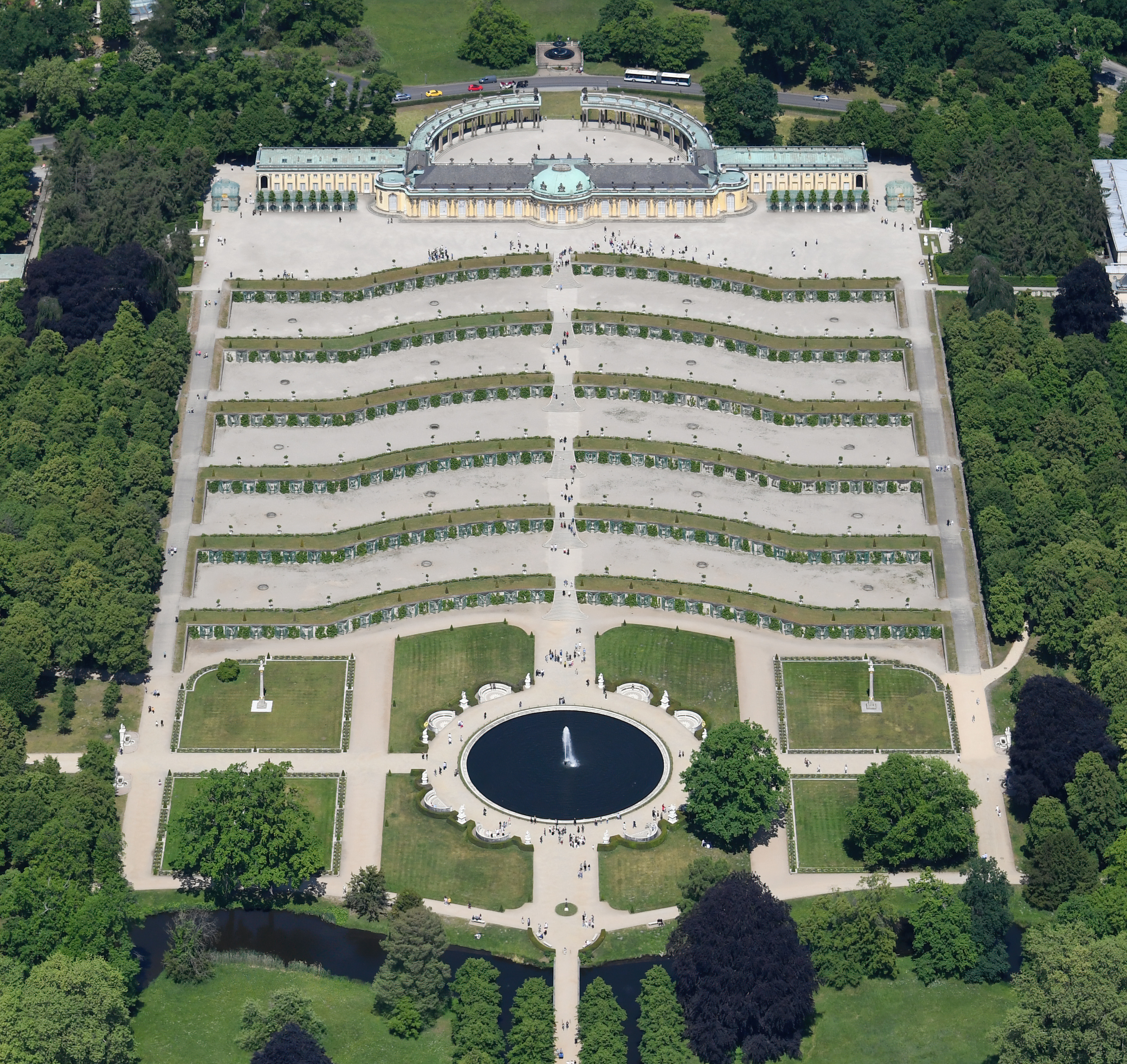
Vista aérea.

La ciudad de Potsdam, con sus palacios, fue uno de los lugares residenciales preferidos por la familia imperial alemana hasta la caída de la dinastía de los Hohenzollern en 1918.
Después de la Segunda Guerra Mundial, el Palacio se convirtió en una atracción turística de la Alemania del Este. Se mantuvo completamente, de acuerdo con su importancia histórica, y fue abierto al público. Tras la reunificación alemana en 1990, se hizo realidad el deseo de Federico: sus restos mortales fueron finalmente trasladados a su amado palacio y enterrados en una nueva tumba situada sobre los jardines que él había creado. 
En 1990, Sanssouci y sus jardines fueron declarados Patrimonio de la Humanidad por la Unesco. En 1995 se creó la Fundación de los Palacios y Jardines de Prusia en Berlín-Brandeburgo, con el objetivo de conservar Sanssouci y otros palacios imperiales en Berlín y sus cercanías. Estos palacios reciben hoy en día la visita de más de dos millones de personas cada año, procedentes de todo el mundo.
En 2011, Jorge Federico de Prusia se casó ante más de setecientas personas en Sanssouci, donde algunos de los asistentes ondeaban pequeñas banderas prusianas.

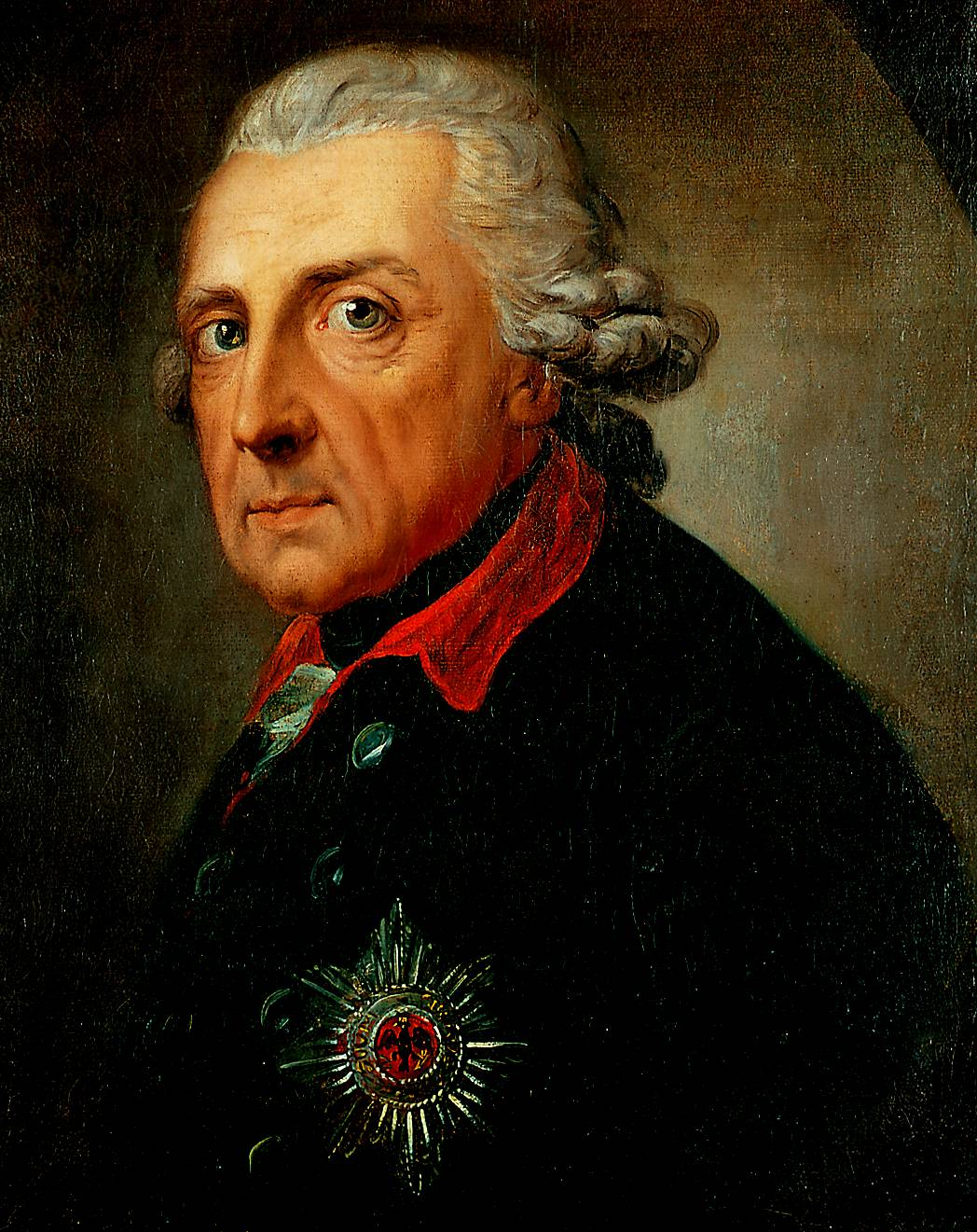
Federico el Grande por Anton Graff (1712-86).

### Nuevo funeral de Federico el Grande
Solo tras dos siglos después de su muerte se pudo ver cumplido el sueño de Federico II de permanecer enterrado en el que era su paraíso personal, cuando en 1991 se celebró allí una nueva sepultura frente a más de 20 000 asistentes. El acto llegó con polémica, por la presencia del entonces canciller Helmut Kohl.
La ceremonia cerró el peregrinaje de los restos del rey. En 1943 fueron sacados de su tumba junto con los de su padre, por orden del mariscal Hermann Göring, para protegerlos de los bombardeos estratégicos durante la Segunda Guerra Mundial. Acabada la guerra, unos soldados estadounidenses descubrieron los sarcófagos en una mina de cal cerca en Eichsfeld. De allí pasaron a la iglesia de Santa Isabel de Marburgo, hasta que en 1952 el heredero de los Hohenzollern, Luis Fernando, se los llevó a la sede de la familia, en Hechingen.

## Estilo

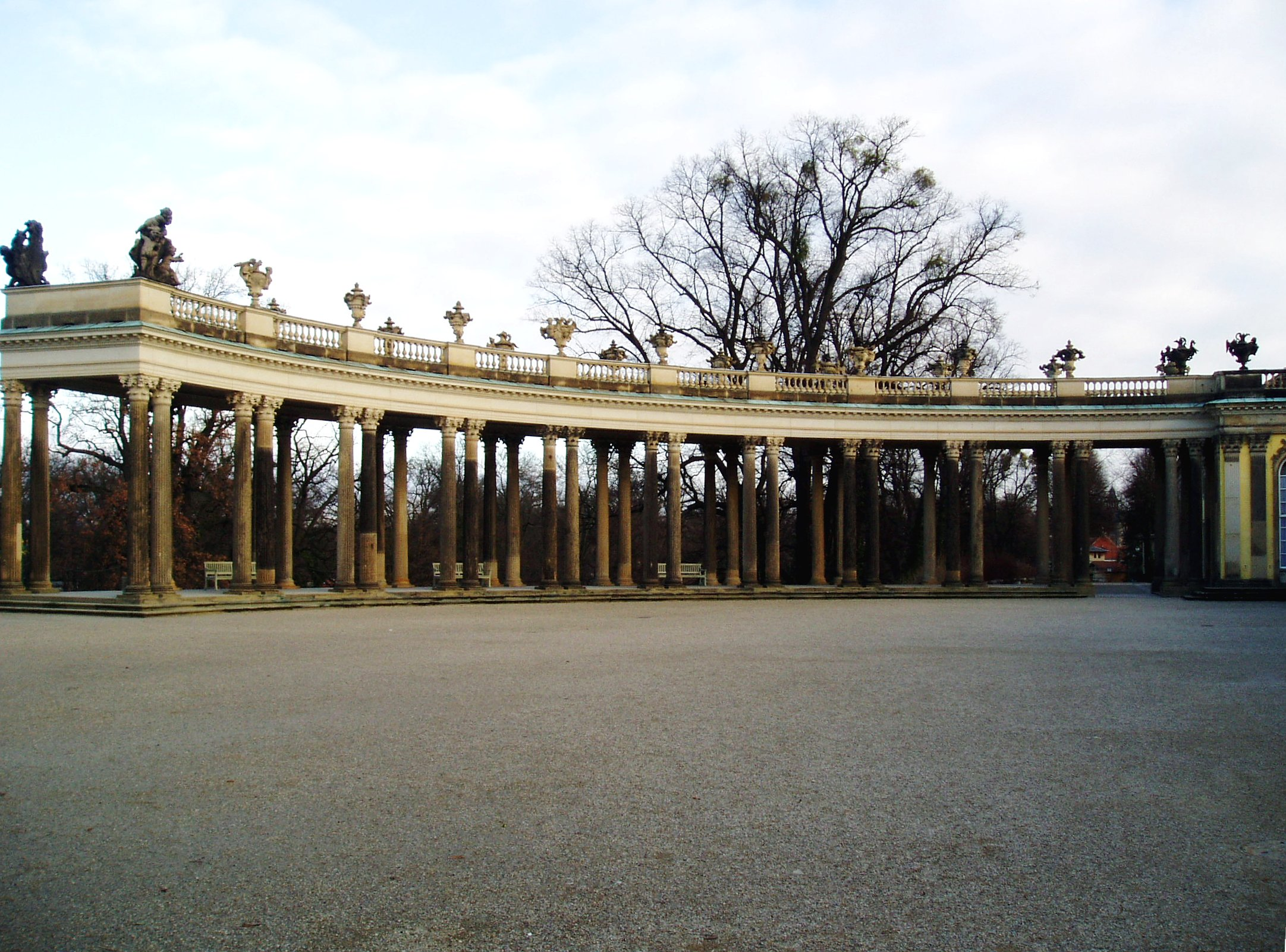
Una de las dos columnatas segmentadas que envolvían la cour d'honneur en el lado norte del palacio.

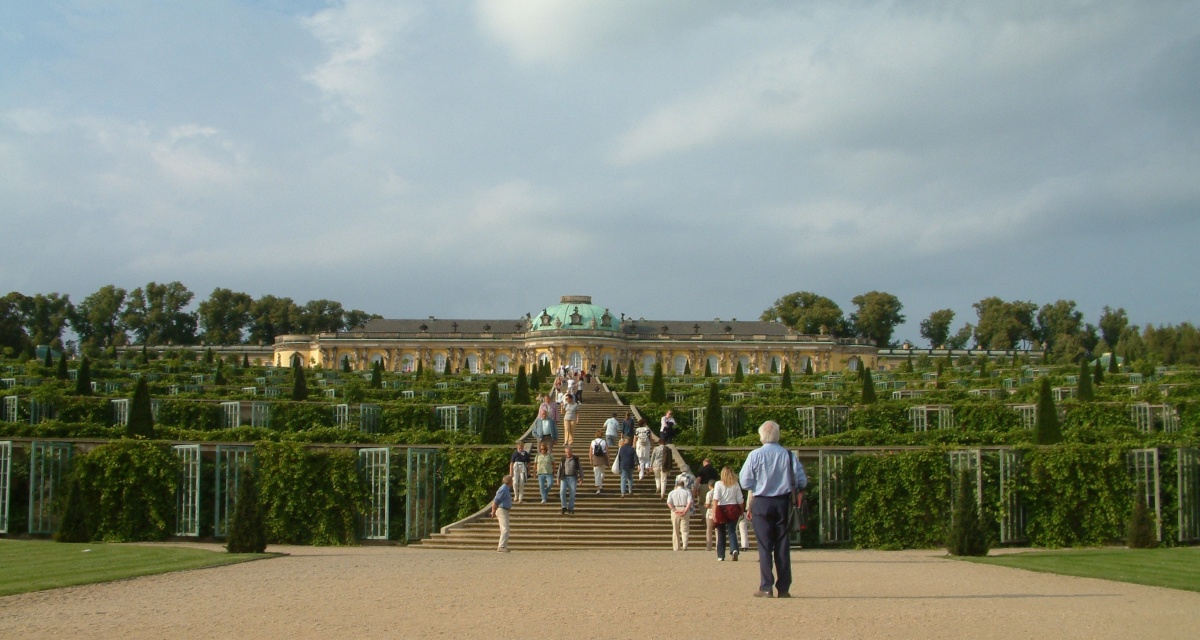
La fachada sur. Visto desde las terrazas inferiores el palacio parece más bien una orangerie.

No es casualidad que el rey Federico II el Grande eligiese el estilo rococó para la arquitectura de Sanssouci. Este estilo artístico caprichoso, entonces de moda, se adaptaba a la perfección a los usos de retiro y disfrute a los que lo destinaba el monarca. El estilo rococó surgió en Francia en el siglo XVIII como una continuación del barroco, pero en contraste con los temas dramáticos y oscuros del barroco, el rococó se caracterizó por la opulencia, la gracia, la alegría y la luminosidad. Los motivos rococó se centraron en la vida aristocrática despreocupada y alegre y no en heroicas batallas y figuras religiosas. También giran en torno a escenarios naturales y exteriores, lo que de nuevo se adapta a los ideales de Federico de integración en la naturaleza. El conjunto fue rematado en consonancia con lo que el rey había previsto en sus bocetos preliminares del mismo.

## Parque de Sanssouci
En su organización del parque, Federico el Grande continuó con lo que había comenzado en Neuruppin y Rheinsberg. Durante su estancia como Príncipe de la Corona en Neuruppin, donde fue comandante de un regimiento de 1732 a 1735, ordenó que se creara un jardín de flores, frutas y verduras en los terrenos de su residencia. Él ya se había apartado de la organización clásica de los jardines barrocos, que seguían el modelo representado por Versalles, combinando lo bonito y lo útil. También siguió este principio en Rheinsberg. Aparte de la transformación del palacio, que Federico recibió como un regalo de su padre Federico Guillermo I en 1734, ordenó la creación de un jardín de frutas y verduras rodeado por setos. La avenida central y otra avenida más grande no conducían directamente al palacio, como era usual en los parques franceses de la época, sino que salían del ala sur y formaban un ángulo recto con el edificio.
Federico invirtió mucho en el sistema de fuentes del parque, debido a que eran un elemento fundamental de los jardines barrocos. Pero ni la Gruta de Neptuno, completada en 1757 en la parte este del parque, ni las instalaciones para las fuentes se pudieron usar para su función prevista. En la cima del Ruinenberg, a unos seiscientos metros de distancia, había una cuenca de agua de la que no se pudo hacer llegar agua al parque debido a la falta de experiencia de los constructores de las fuentes.
No se consiguió que llegara agua hasta que se usó la máquina de vapor cien años después,. En octubre de 1842 un motor de vapor de 81,4 caballos construido por August Borsig comenzó a funcionar e hizo que el chorro de agua de la Gran Fuente, bajo las terrazas del viñedo, se elevara a una altura de 38 metros. Se construyó una estación de bombeo en el Havelbucht para esta máquina. Fue encargada por Federico Guillermo IV y construida por Ludwig Persius entre 1841 y 1843, "en el estilo de una mezquita turca con un minarete como chimenea".

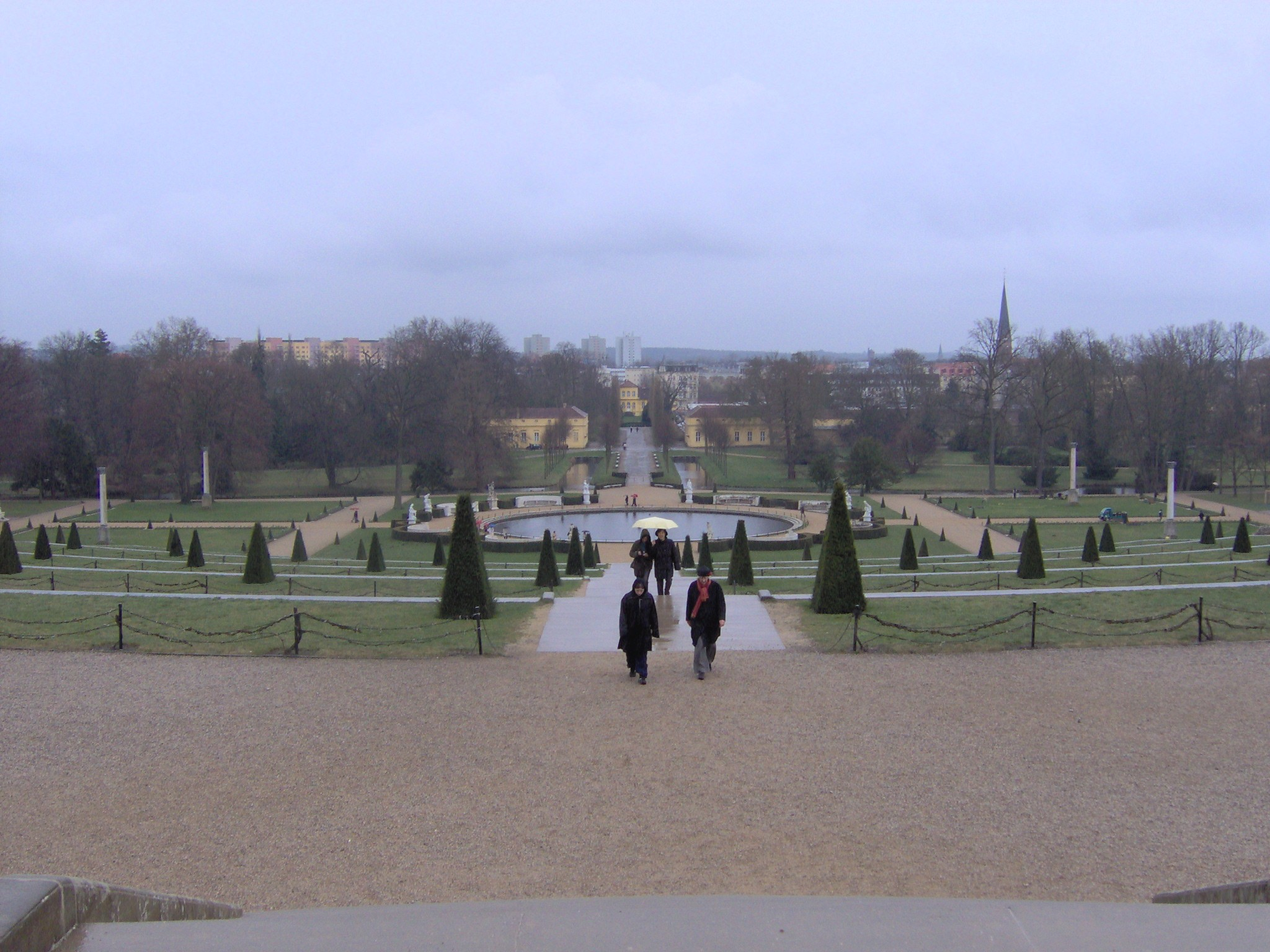
Los jardines aterrazados vistos desde el palacio hacia el parque de Sanssouci.

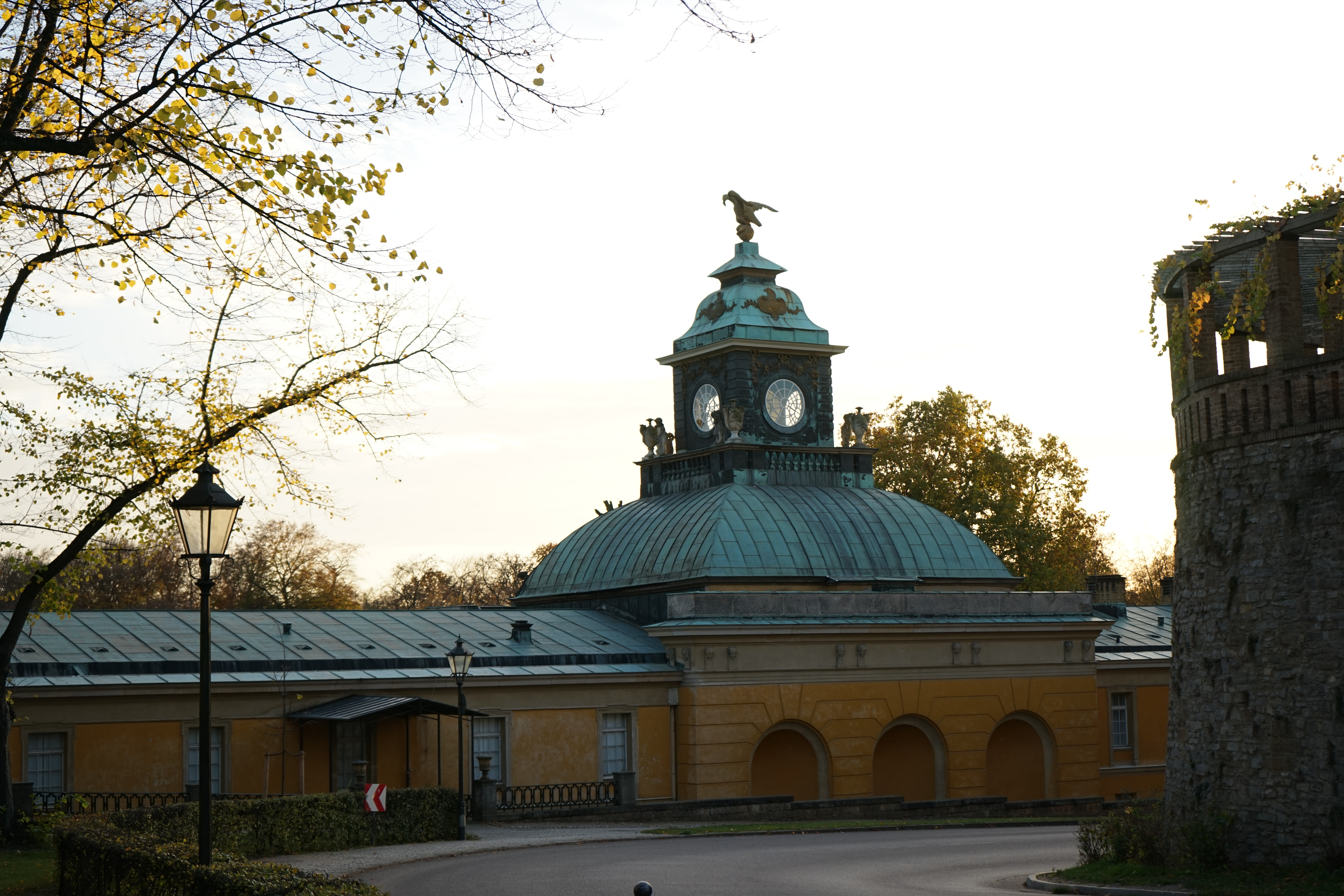
Parte posterior del palacio de Sanssouci.

La fachada del jardín del Palacio está decorada con figuras de atlantes y cariátides, agrupados en pares entre las ventanas, sosteniendo imaginariamente la balaustrada que corona el edificio. Las estatuas, casi de bulto redondo, surgen de unas pilastras con forma de estípite muy planas. Ejecutadas en piedra arenisca, estas figuras de ambos sexos representan a bacantes, los compañeros del dios del vino, Baco. Fueron ejecutadas en el taller del escultor Friedrich Christian Glumme. El mismo taller creó los floreros en la balaustrada y los grupos de querubines por encima de las ventanas de la cúpula.
Pabellón chino
El pabellón chino, o casa del té china (en alemán: Chinesisches Haus), es un pabellón en los jardines del Parque de Sanssouci en Potsdam. Está situado a unos setecientos metros al suroeste del palacio de Sanssouci, y fue Federico el Grande quien encargó su construcción para servir de ornamento al conjunto. El arquitecto del jardín fue Johann Gottfried Büring, quien entre 1755 y 1764 diseñó el edificio en el entonces de moda estilo de la chinoiserie, una mezcla de elementos rococó y partes inspiradas en la arquitectura oriental. 